# Pagedangan (Tukdana)
Pagedangan is een bestuurslaag in het regentschap Indramayu van de provincie West-Java, Indonesië. Pagedangan telt 1822 inwoners (volkstelling 2010).